# بوينس
بوينس هي مدينة ساحلية تقع في السهول الوسطى لإسكتلندا، وتقع على الشاطئ الجنوبي لمصب فورث في منطقة فالكيرك، وهي في ذات الوقت تقع على بعد سبعة وعشرين كيلو متر شمال غرب أدنبرة، و عشرة كيلومترات شرق مدينة فالكيرك. في تعداد عام 2001م كان عدد سكانها 13.9611نسمة، وعلى حسب تقدير عام 2008م ارتفع العدد منذ ذلك الحين إلى 14.4902 نسمة.
تعود الآثار الأولى لوجود بوينس إلى العصر البرونزي، وتم اثبات ذلك من خلال اكتشاف التلال القديمة بين عامي 1896- 1923 م في الجزء الشمالي من المدينة في المناطق التي تسمى بردجنز، وكاودنهيل. ولقد تم العثور على هياكل عظمية تعود إلى حوالي 3000 قبل الميلاد في المقابر، وقد تم الاحتفاظ بها في المتاحف الوطنية في اسكتلندا منذ عام 2009م.وتم الاحتفاظ أيضاً بآثار من العصر الروماني، حيث عُثر على نقوش رومانية في شرق المدينة.